# Pendleton (Carolina del Sud)
Pendleton è un comune degli Stati Uniti d'America, situato in Carolina del Sud, nella Contea di Anderson.